# Rudy Silbaugh
Rudy Silbaugh (10 de septiembre de 1930 – 1 de julio de 2025) fue un político estadounidense que fue miembro de la Asamblea Estatal de Wisconsin.

## Vida y Carrera Profesional
Silbaugh nació en Viroqua, Wisconsin el 10 de septiembre de 1930. se casó con Janet Nysather. La pareja tuvo tres hijos.
Silbaugh se graduó de la escuela secundaria Stoughton y comenzó su carrera como instalador de suelos, abriendo U&S Floor Coverings con Everett Urish en 1965.
Silbaugh fue elegido en la Asamblea en 1990. Además, en su ciudad natal, Stoughton, fue concejal desde 1978 hasta 1991. Era republicano. Perdió las elecciones de la Asamblea en 1996 frente al demócrata Tom Hebl.
Silbaugh murió el 1 de julio del 2025, a la edad de 94 años.